# Гровенор, Роберт, 6-й баронет
Сэр Роберт Гровенор, 6-й баронет (англ. Robert Grosvenor, 6th Baronet) — британский политик, член Палаты общин с 1733 по 1755 год. Предок герцогов Вестминстерских.
Гровенор был самым младшим из выживших сыновей сэра Томаса Гровенора, третьего баронета и его жены Мэри Дэвис, дочери Александра Дэвиса из Эбери, Мидлсекс. Он получил образование в Итон-колледже и поступил в колледж Брасенозе в Оксфорде в 1712 году. Гровенор женился на Джейн Уорре, дочери Джона Уорра из Свелл-Корт и Шептон Бошам (Сомерсет), 21 мая 1730 года.
В 1733 году Роберт стал 6-м баронетом после того, как его старшие братья Ричард, 4-й баронет и Томас, 5-баронет умерли, не оставив наследников. Получив титул, Гровенор переехал из Сомерсета в родовое поместье Итон-Холл, графство Чешир.
24 января 1733 года Гровенор стал членом Палаты общин от партии тори, но на всеобщих выборах 1734 года проиграл. Он был возвращен в парламент снова в 1741 году, что позднее повторилось в 1747 году. На британских всеобщих выборах 1754 года он снова был переизбран депутатом от графства Честер, но в следующем году 6-й баронет ушёл в отставку.
Гровенор умер в августе 1755 года и имел двух сыновей (Ричарда и Томаса) и четырёх дочерей. Ему наследовал его старший сын, Ричард, 7-й баронет, который стал бароном Гровенором в 1761 году и графом Гровенором в 1784 году.